# 汪大儒
汪大儒（1930年—），男，辽宁营口人，中国电影剪辑师，长春电影制片厂剪辑师。曾任中国电影剪辑学会副会长。